# Vier Jahreszeiten (1981)
Vier Jahreszeiten (Originaltitel: The Four Seasons) ist eine von Alan Alda inszenierte Romantische Komödie aus dem Jahr 1981. Alda schrieb auch das Drehbuch und übernahm eine der Hauptrollen. Der Titel bezieht sich auf Antonio Vivaldis bekanntes Werk Die vier Jahreszeiten. Zusammen mit anderen Kompositionen Vivaldis bildet es zugleich die Filmmusik.

## Handlung
Drei Ehepaare aus der Mittelschicht – Jack und Kate Burroughs, Nick und Anne Callan sowie Danny und Claudia Zimmer – leben in New York City und sind beste Freunde. Jack ist ein moralistischer Anwalt, Kate Redakteurin bei der Zeitschrift  Fortune, Nick Versicherungsvertreter und Immobilienplaner, Anne Hausfrau und Fotografin, die gerne Gemüse fotografiert, Danny ein geiziger Zahnarzt mit Symptomen von Zwangsstörungen und Hypochondrie und Claudia eine unsensible italienische Malerin. Vierteljährlich (in jeder der vier Staffeln) unternehmen die drei Paare von Kate geplante Urlaube.

### Frühling
Im Mai fahren die sechs Freunde zu Nicks und Annes Wochenendhaus im Wald, um deren Jahrestag zu feiern. Die Ehemänner kochen chinesisches Essen und fahren Radrennen, während die Frauen Annes neueste Fotos betrachten und besprechen. Beim Feuerholzsammeln offenbart Nick Jack, wie unglücklich er mit Anne verheiratet ist. Er plant, sich von ihr scheiden zu lassen, da er eine Frau sucht, die ihn begeistern kann. Als Jack Nick fragt, ob eine andere Frau involviert ist, verneint er dies. In der Nacht regnet es, und Kate ist am Boden zerstört, als Jack ihr von Nicks Absichten erzählt. Beide machen sich Sorgen um Anne.

### Sommer
Nick hat sich von Anne getrennt und ist nun mit Ginny zusammen, einer jüngeren, schönen, aber etwas naiven Frau. Die Burroughs und die Zimmers sind nicht beeindruckt davon, dass Nick Ginny jeden Tag ein neues Geschenk macht und sie all seine Geschichten glaubt. Alle drei Paare, jetzt ohne Anne, verbringen den Sommer auf einem Segelboot vor der Insel Saint Thomas in der Karibik. Eines Tages bleibt das Boot auf einer Sandbank stecken, und die Burroughs und die Zimmers können nicht schlafen, da Nick und Ginny jede Nacht lautstark Sex haben. Als die Gruppe das Segelboot freibekommt und ihre Reise fortsetzt, besprechen die Burroughs unter vier Augen die Auswirkungen der Beziehung von Nick und Ginny auf die anderen. Nachdem sie Nick und Ginny nackt im Meer schwimmen sehen, tun die Zimmers dasselbe.

### Herbst
Im Herbst fährt die Gruppe mit Dannys neuem Mercedes-Benz nach Connecticut, um das Wochenende mit zwei Töchtern des Paares zu verbringen: Beth Burroughs und Lisa Callan. Beim Einchecken im Universitätsgasthof treffen die Paare verlegen auf Anne, die ebenfalls dort ist, um Zeit mit Lisa zu verbringen. Kate und Claudia entschuldigen sich bei Anne, sie nicht zu ihren vorherigen Urlauben eingeladen zu haben, und behaupten, Nick habe Ginny immer mitgebracht. Anne, die wegen ihrer Trennung deprimiert ist, erzählt den anderen Frauen, dass sie weitermacht, indem sie neue (aber ungewöhnliche) Dinge ausprobiert, etwa einen Urlaub in der Tschechoslowakei und die Adoption einer Schlange als Haustier. Beth offenbart ihrer Mutter, dass sie und Lisa sich trotz ihrer Kindheitsfreundschaft nicht mehr nahestehen. Unterdessen ist Danny zunehmend verärgert über Claudias Gefühllosigkeit gegenüber anderen, die sie mit ihrer Herkunft verteidigt („Ich bin Italienerin!“) und sich weigert, sich zu entschuldigen. Nick kann Lisa nicht aufmuntern, die sich wegen der Trennung ihrer Eltern zurückgezogen hat und unglücklich fühlt. Danny enthüllt Jack, dass Nick ein Frauenheld ist und Anne zuvor bereits mit anderen Frauen betrogen hat. Beim Mittagessen amüsieren sich Beth und Lisa über den Streit des Paares, wer die Rechnung bezahlen darf. Während eines Fußballspiels verletzt sich Jack beim Tackling von Nick, von dem er sich zunehmend entfremdet. In dieser Nacht streiten sich die Burroughs über Nick und Ginny, und Kate gesteht, dass sie es eigentlich hasst, die vierteljährlichen Urlaube der Gruppe zu planen.

### Winter
Die Callans haben sich scheiden lassen, und Nick hat Ginny geheiratet. Anne arbeitet inzwischen als Magazinfotografin. Im Winter machen die drei Paare Urlaub in einem Skigebiet in Vermont und mieten dort eine Hütte. Bei einem Skiwettkampf zwischen Nick und Jack bricht sich Nick den Knöchel, Jack reißt sich das Band. Um alle aufzuheitern, lädt Ginny die anderen in eine Bar ein, um zu trinken und Musik zu hören. Als Dannys Freunde über dessen irrationalen Ängste um seine Gesundheit lachen, verteidigt Ginny ihn überraschend. Als sie zur Hütte zurückkehren, beleidigt Kate Ginny, indem sie ihr sagt, dass sie die Gruppe, die schon länger zusammen ist als sie, nie verstehen wird. Verärgert ruft Ginny den anderen zu, weil sie sie nicht akzeptieren und sie nur als die „andere Frau“ betrachten, bevor sie die Hütte verlässt. Trotz seiner Sorglosigkeit verrät Nick, dass Ginny schwanger ist. Die Gruppe streitet erneut, und Jack zerstört wütend einige Möbelstücke, bis Kate ihn beruhigt. Als Ginny am nächsten Morgen immer noch nicht zurückgekehrt ist, macht sich Danny selbst auf die Suche nach ihr. Danny findet Ginny beim Joggen, bricht aber auf einem See versehentlich durch dünnes Eis, während er nach ihr ruft. Ginny rennt schnell zurück zur Hütte, um den anderen zu erzählen, dass Danny in Gefahr ist. Sie fahren mit Dannys Mercedes-Benz zum See und können ihn retten, obwohl das Auto durch das Eis bricht und im eiskalten Wasser versinkt. Die Freunde versöhnen sich jedoch und gehen zurück zur Hütte. Kate sagt scherzhaft, dass sie alle nächsten Winter ins Resort zurückkehren sollten.

## Veröffentlichung
Der Film wurde erstmals am 30. April 1981 beim Denver International Film Festival aufgeführt. In Deutschland wurde er am  22. Januar 1982 veröffentlicht.

## Rezeption
Der Film wurde mit einem Budget von 6,5 Millionen US-Dollar produziert und konnte über 50,43 Millionen Dollar einspielen. Er erhielt mehrere Auszeichnungen, darunter 1982 einen Preis beim dänischen Bodil für den besten nichteuropäischen Film, außerdem vier Nominierungen bei den Golden Globe Awards 1982.
Auf der Grundlage von 18 Besprechungen bewertet Rotten Tomatoes den Film zu 72 % positiv.
Das Lexikon des internationalen Films beurteilt Vier Jahreszeiten als „etwas krampfhaft um gehobenes Niveau bemühte[n] Film, zwar sorgfältig inszeniert, aber unbedeutend und langweilig.“